# 지미 O. 양
지미 O. 양(영어: Jimmy O. Yang, 1987년 6월 11일 ~ )은 홍콩 출신의 미국 배우, 희극인, 유튜버이다. 스탠드업 코미디를 주업으로 하며, 여기에서 얻은 인기로 다수 영화에 한국계 또는 중국계 미국인으로 출연하고 있다.
부모님은 모두 상하이시 출신이며, 홍콩으로 이주한 뒤에 지미 O. 양을 낳았다. 이 때문에 가족 구성원 모두가 상하이 억양이 섞인 광둥어를 구사하여 홍콩에 살 적에 주변에서 놀림을 받았다. 지미 O. 양은 영어, 광둥어 외에 상하이어와 관화도 말할 수 있다.
지미 O. 양이 13살 때 지미와 형 로이를 좀 더 좋은 학교에 보내기 위해 부모님이 미국 이민을 감행하였다.
부친 리처드 오양도 미국에서 배우로 활동 중이다.

## 출연 작품

### 영화
- 인턴십 (2013)
- 패트리어트 데이 (2016)
- 크레이지 리치 아시안 (2018) - 버나드 역
- 해피타임 스파이 (2018) - 들랜시 역
- 라이프 오브 더 파티 (2018)
- 줄리엣, 네이키드 (2018)
- 라이크 어 보스 (2020)
- 판타지 아일랜드 (2020)
- 위시 드래곤 (2021) - 딘 역
- 러브 하드 (2021) -조시 역
- 미니언즈 2 (2022)
- 미 타임 (2022)
- 에이티 포 브래디 (2023)

### 텔레비전
- 투 브로크 걸스 (2012)
- 에이전트 오브 쉴드 (2013)
- 필라델피아는 언제나 맑음 (2013)
- 뉴 걸 (2014)
- 크리미널 마인드 (2014)
- 실리콘 밸리 (2014-19)
- 배틀 크리크 (2015)
- 아메리칸 대드! (2016-17) - 목소리
- 심슨 가족 (2018) - 목소리
- 드렁크 히스토리 (2018) - 칭기즈 칸 역
- 프레시 오프 더 보트 (2018-19)
- 스페이스 포스 (2020-22)
- 비비스 & 벗헤드 (2022) - 목소리
- 아메리칸 본 차이니즈 (2023)